# Olympische Sommerspiele 2008/Kanu – Einer-Canadier 500 m (Männer)
Die Wettkämpfe im Einer-Canadier über 500 Meter bei den Olympischen Sommerspielen 2008 wurden vom 19. bis zum 23. August 2008 auf der Rennstrecke im Olympischen Ruder- und Kanupark Shunyi ausgetragen.
Es war die letzte Austragung über 500 Meter im Canadier-Einzel über 500 Meter bei Olympischen Spielen. Ab den Olympischen Sommerspielen in London wurden stattdessen Wettbewerbe über 200 Meter ausgetragen.
Daher wurde der Russe Maxim Opalew mit seinem Sieg in Peking der letzte Olympiasieger über diese Distanz im Canadier-Einer.

## Ergebnisse

### Vorläufe
Bei den drei Vorläufen am 19. August erreichten der jeweils schnellste Athlet direkt das Finale. Die restlichen Boote erreichten bis auf den Letzten des ersten Vorlaufs das Halbfinale.

#### Vorlauf 1
| Rang | Athleten                 | Nation     | Zeit         | Bemerkung  |
| ---- | ------------------------ | ---------- | ------------ | ---------- |
| 1    | David Cal                | Spanien    | 1:48,095 min | Finale     |
| 2    | Florin Georgian Mironcic | Rumänien   | 1:48,608 min | Halbfinale |
| 3    | Jurij Tscheban           | Ukraine    | 1:49,454 min | Halbfinale |
| 4    | Attila Vajda             | Ungarn     | 1:49,942 min | Halbfinale |
| 5    | Aldo Pruna Díaz          | Kuba       | 1:51,111 min | Halbfinale |
| 6    | Nivalter Jesus           | Brasilien  | 1:51,363 min | Halbfinale |
| 7    | Torsten Lachmann         | Australien | 2:00,594 min | Halbfinale |
| 8    | Fortunato Luis Pacavira  | Angola     | 2:13,265 min |            |

#### Vorlauf 2
| Rang | Athleten              | Nation      | Zeit         | Bemerkung  |
| ---- | --------------------- | ----------- | ------------ | ---------- |
| 1    | Aljaksandr Schukouski | Belarus     | 1:48,669 min | Finale     |
| 2    | Mark Oldershaw        | Kanada      | 1:48,817 min | Halbfinale |
| 3    | Mathieu Goubel        | Frankreich  | 1:49,527 min | Halbfinale |
| 4    | Andreas Dittmer       | Deutschland | 1:49,527 min | Halbfinale |
| 5    | Michail Jemeljanow    | Kasachstan  | 1:54,832 min | Halbfinale |
| 6    | Marián Ostrčil        | Slowakei    | 1:55,911 min | Halbfinale |
| 7    | Calvin Mokoto         | Südafrika   | 2:03,372 min | Halbfinale |

#### Vorlauf 3
| Rang | Athleten             | Nation       | Zeit         | Bemerkung  |
| ---- | -------------------- | ------------ | ------------ | ---------- |
| 1    | Maxim Opalew         | Russland     | 1:47,849 min | Finale     |
| 2    | Li Qiang             | China        | 1:49,164 min | Halbfinale |
| 3    | Paweł Baraszkiewicz  | Polen        | 1:50,463 min | Halbfinale |
| 4    | Vadim Menkov         | Usbekistan   | 1:52,793 min | Halbfinale |
| 5    | Andreas Kilingaridis | Griechenland | 1:54,541 min | Halbfinale |
| 6    | Miķelis Ežmalis      | Lettland     | 1:54,890 min | Halbfinale |
| 7    | Sean Pangelinan      | Guam         | 2:12,696 min | Halbfinale |

### Halbfinals
Die jeweils drei schnellsten Athleten der Halbfinals erreichten den Endlauf.
Halbfinale 1
| Rang | Athleten        | Nation      | Zeit         | Bemerkung |
| ---- | --------------- | ----------- | ------------ | --------- |
| 1    | Jurij Tscheban  | Ukraine     | 1:51,507 min | Finale    |
| 2    | Mathieu Goubel  | Frankreich  | 1:52,239 min | Finale    |
| 3    | Li Qiang        | China       | 1:52,887 min | Finale    |
| 4    | Andreas Dittmer | Deutschland | 1:53,182 min |           |
| 5    | Aldo Pruna Díaz | Kuba        | 1:53,809 min |           |
| 6    | Vadim Menkov    | Usbekistan  | 1:55,610 min |           |
| 7    | Nivalter Jesus  | Brasilien   | 1:56,139 min |           |
| 8    | Marián Ostrčil  | Slowakei    | 1:58,401 min |           |
| 9    | Sean Pangelinan | Guam        | 2:17,940 min |           |

Halbfinale 2
| Rang | Athleten                 | Nation       | Zeit         | Bemerkung |
| ---- | ------------------------ | ------------ | ------------ | --------- |
| 1    | Attila Vajda             | Ungarn       | 1:51,029 min | Finale    |
| 2    | Florin Georgian Mironcic | Rumänien     | 1:51,535 min | Finale    |
| 3    | Paweł Baraszkiewicz      | Polen        | 1:51,744 min | Finale    |
| 4    | Mark Oldershaw           | Kanada       | 1:52,649 min |           |
| 5    | Andreas Kilingaridis     | Griechenland | 1:56,310 min |           |
| 6    | Miķelis Ežmalis          | Lettland     | 1:56,907 min |           |
| 7    | Torsten Lachmann         | Australien   | 1:59,119 min |           |
| 8    | Michail Jemeljanow       | Kasachstan   | 2:06,908 min |           |
| 9    | Calvin Mokoto            | Südafrika    | 2:12,226 min |           |

### Finale
Nach Silber bei den Olympischen Spielen 2000 in Sydney und Bronze bei den Spielen in Athen 2004 konnte Maxim Opalew hier endlich seinen Olympiasieg feiern.
| Rang | Athleten                 | Nation     | Zeit         |
| ---- | ------------------------ | ---------- | ------------ |
| 1    | Maxim Opalew             | Russland   | 1:47,140 min |
| 2    | David Cal                | Spanien    | 1:48,397 min |
| 3    | Jurij Tscheban           | Ukraine    | 1:48,766 min |
| 4    | Mathieu Goubel           | Frankreich | 1:49,056 min |
| 5    | Aljaksandr Schukouski    | Belarus    | 1:49,092 min |
| 6    | Li Qiang                 | China      | 1:49,287 min |
| 7    | Florin Georgian Mironcic | Rumänien   | 1:49,861 min |
| 8    | Paweł Baraszkiewicz      | Polen      | 1:50,048 min |
| 9    | Attila Vajda             | Ungarn     | 1:50,156 min |